# هنری کوک (بازیکن فوتبال)
هنری کوک (انگلیسی: Henry Cook؛ ۲۳ اکتبر ۱۸۹۳ – ۹ ژانویهٔ ۱۹۱۷) بازیکن فوتبال بود.
از باشگاه‌هایی که در آن بازی کرده‌است می‌توان به باشگاه فوتبال میدلزبرو و باشگاه فوتبال برنتفورد اشاره کرد.